# Пояс для інструменту

Пояс для інструменту

Пояс для інструменту (англ. Tool belt) — ремінь із шкіри або синтетичних матеріалів, який одягається навколо талії та призначений для утримування кишень, петель та сумок з метою зберігання інструментів та обладнання. Інструментальні ремені застосовуються робітниками багатьох професій, наприклад, будівельниками, теслями, електриками, садівниками, перукарями та іншими майстрами.

## Історія
Шкіряні пояси для інструментів з'явились у 1950-х роках як розвиток фартуха теслі. Перші моделі часто шили самостійно або виготовляли на замовлення у взуттєвих магазинах. Шкіряні ремені були міцними і мали великі відкриті кишені для цвяхів, а також різноманітних ручних інструментів. Ринок шкіряних ременів для інструментів почав зростати в 1970-х. Тоді кілька компаній преміум-класу відмовились від широкого асортименту спецодягу та зосередились на продажу інструментальних поясів. Оскільки шкіряні вироби були важкими, вони постійно сповзали з талії на стегна та спричиняли незручності. Щоб зменшити навантаження на стегна теслярів, до ременів додавали підтяжки. Зараз інструментальні ремені також виконують із легких та міцних синтетичних матеріалів.

## Використання
Пояси для інструменту потрібні робітникам, що працюють на висоті, в стиснених умовах, багато переміщуються під час роботи тощо.
Пояси для інструментів також широко використовуються непрофесіоналами в різних сферах діяльності, а їх дизайн часто використовується як символ культури професійності, надійності та зручності. В костюмах та іграшках для дітей пояс для інструменту символізує роботу будівельника, монтажника і т.ін.